# Festival RTP da Canção 1985
El XXII Festival RTP da Canção tuvo lugar el 7 de marzo en el Coliseu dos Recreios de Lisboa, presentado por Margarida Andrade y Eládio Clímaco. En la final nacional para elegir al representante de Portugal en el Festival de la Canción de Eurovisión 1985 participaron 11 canciones, y la canción ganadora fue elegida por los votos de jurados. 
La canción ganadora fue "Penso em ti, eu sei" cantada por Adelaide Ferreira, compuesta por Tozé Brito y escrita por Ferreira y Luís Fernando.

## Resultados de la final nacional
| N.º | Artista           | Canción                           | Puntos | Posición |
| --- | ----------------- | --------------------------------- | ------ | -------- |
| 1   | Eduarda           | "Meu amor, minha dor, meu jardim" | 182    | 2        |
| 2   | Gustavo Sequeira  | "Mágica"                          | 70     | 8        |
| 3   | Jorge Silva       | "Portugal, meu jardim"            | 34     | 10       |
| 4   | Alexandra         | "Cantar saudade"                  | 130    | 6        |
| 5   | Delfins           | "A casa da praia"                 | 28     | 11       |
| 6   | Nelo Silva        | "Entre céu e mar"                 | 47     | 9        |
| 7   | Luís Filipe       | "Mulher só (mulher giesta)"       | 133    | 5        |
| 8   | Nuno and Henrique | "Meia de conversa"                | 171    | 3        |
| 9   | Jorge Fernando    | "Umbadá"                          | 168    | 4        |
| 10  | Adelaide Ferreira | "Penso em ti, eu sei"             | 219    | 1        |
| 11  | Aguarela          | "Malmequer, sim ou não"           | 94     | 7        |

## Portugal en Eurovisión 1985
Adelaide Ferreira fue la novena en actuar, siguiendo a Bélgica y precediendo a Alemania. En Gotemburgo, actuó con el nombre de Adelaide. Solo recibió nueve puntos, quedando en el puesto 18 de 19 países. Fue la peor posición de Portugal en el festival desde 1981.